# Placówka Straży Celnej „Łupków”

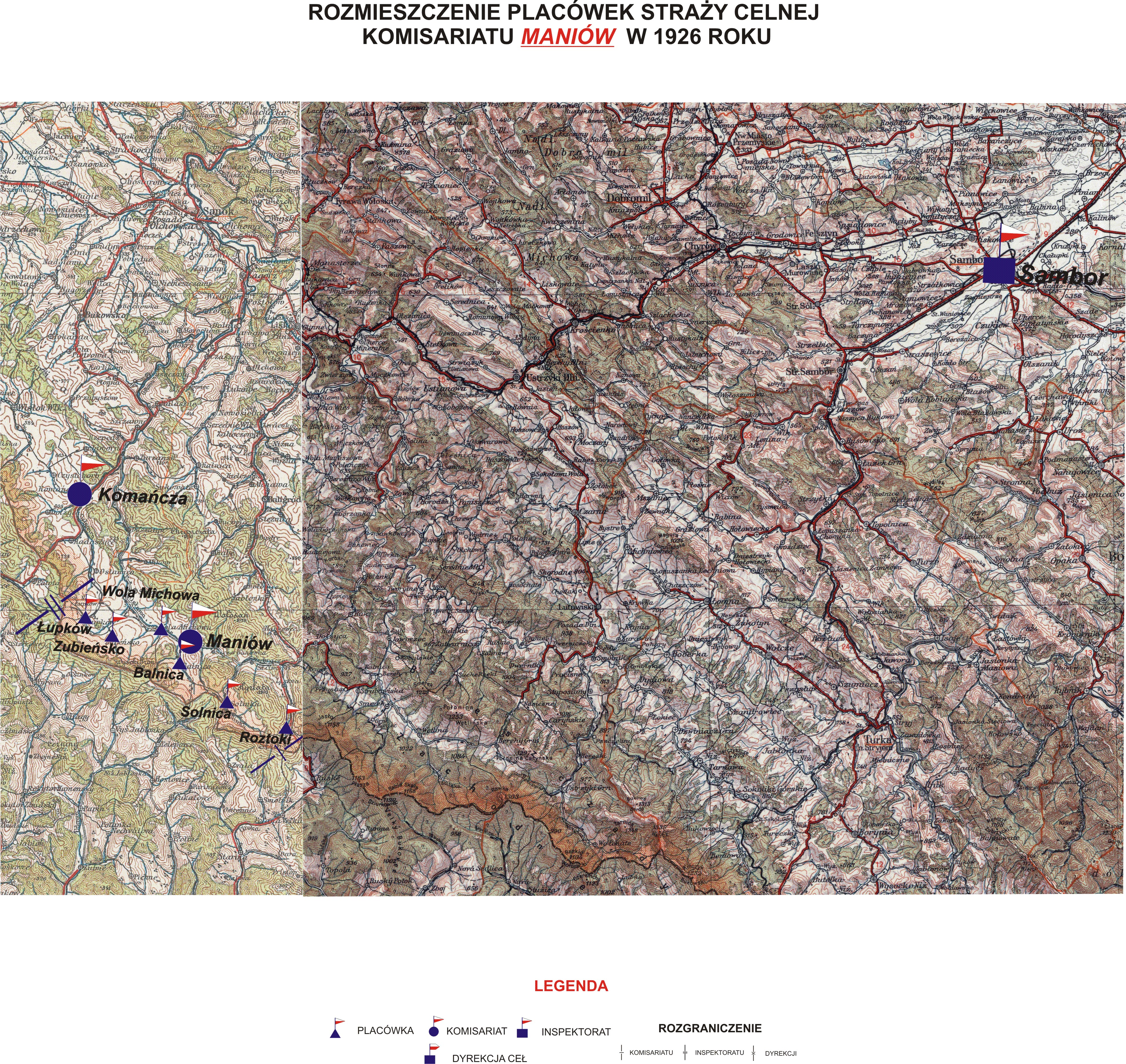
Rozmieszczenie placówek SC Komisariatu Maniów w 1926 r.

Placówka Straży Celnej „Łupków” – jednostka organizacyjna Straży Celnej pełniąca w okresie międzywojennym służbę ochronną na granicy polsko-czechosłowackiej.

## Formowanie i zmiany organizacyjne
Na wniosek Ministerstwa Skarbu, uchwałą z 10 marca 1920 roku, powołano do życia Straż Celną. Od połowy 1921 roku jednostki Straży Celnej rozpoczęły przejmowanie odcinków granicy od pododdziałów Batalionów Celnych. W 1922 roku w Komańczy stacjonował sztab 3 kompanii 6 batalionu celnego. Kompania wystawiała między innymi placówkę w Łupkowie. Proces tworzenia Straży Celnej trwał do końca 1922 roku. Placówka Straży Celnej „Łupków” weszła w podporządkowanie komisariatu Straży Celnej „Maniów” z Inspektoratu SC „Sambor”.
W drugiej połowie 1927 roku przystąpiono do gruntownej reorganizacji Straży Celnej. W praktyce skutkowało to rozwiązaniem tej formacji granicznej. Ochronę granicy północnej, zachodniej i południowej granicy państwa przejęła powołana z dniem 2 kwietnia 1928 roku Straż Graniczna.
Rozkazem nr 5 z 16 maja 1928 roku w sprawie organizacji Małopolskiego Inspektoratu Okręgowego dowódca Straży Granicznej gen. bryg. Stefan Pasławski powołał komisariat Straży Granicznej „Baligród”. Placówka Straży Granicznej I linii „Łupków” znalazła się w jego strukturze.

## Funkcjonariusze placówki
Kierownicy placówki
| stopień    | imię i nazwisko, numer  | okres pełnienia służby | kolejne stanowisko |
| ---------- | ----------------------- | ---------------------- | ------------------ |
| przodownik | Albin Matuszewski (179) | był w 1926             |                    |

Obsada personalna placówki w 1926:
- przodownik Albin Matuszewski (179)
- starszy strażnik Maksymilian Powalisz (2215)
- strażnik Jan Umławski (996)
- strażnik Władysław Bukowski (964)
- strażnik Franciszek Orłowski (552)
- strażnik Adam Zając (1937)
- strażnik Jan Suda (1980)
- strażnik Aleksander Szczepan (1885)
- strażnik Walenty Dodolski (2209)
- strażnik Stefan Janiszewski (2213)